# Stéphane Braunschweig
Pour les articles homonymes, voir Braunschweig (homonymie).
Stéphane Braunschweig est un metteur en scène français né le 5 juillet 1964 à Paris.

## Biographie

### Famille et formation
Fils d'un avocat et d'une psychanalyste et petit-fils de l'analyste Denise Braunschweig, Stéphane Braunschweig fait ses études au lycée Victor-Duruy, à Paris. Après des études de philosophie à l'École normale supérieure de Saint-Cloud, il rejoint en 1987 l’école du Théâtre national de Chaillot dirigée par Antoine Vitez, où il reçoit une formation théâtrale pendant trois ans. Puis il fonde sa première compagnie, le Théâtre-Machine.

### Carrière
En 1991, il reçoit le prix de la révélation théâtrale du Syndicat de la critique pour sa trilogie intitulée Les Hommes de neige.
Il est le premier directeur du Centre dramatique national/Orléans-Loiret-Centre de 1993 à juin 1998.
Il est ensuite nommé directeur du théâtre national de Strasbourg et de l'école supérieure du TNS du 1er juillet 2000 au 30 juin 2008. Il y fonde la revue Outrescène en 2003.
À compter du 1er janvier 2009, il devient artiste associé au théâtre national de la Colline dont il prend la direction, à la suite d'Alain Françon, en janvier 2010.
Il est ensuite nommé directeur du théâtre de l'Odéon à compter du 15 janvier 2016.

### Décorations
- Chevalier de la Légion d'honneur, 2013[3]
- Officier de l'ordre des Arts et des Lettres, 2014[4]
- Commandeur de l'Ordre royal norvégien du Mérite, 2017[5]

## Théâtre
- 1988 : Woyzeck de Georg Büchner, Festival du Jeune Théâtre d'Alès
- 1989 : Tambours dans la nuit de Bertolt Brecht, Festival du Jeune Théâtre d'Alès
- 1991 : Les Hommes de neige, trilogie, Théâtre de Gennevilliers :
  - 1991 : Woyzeck de Georg Büchner
  - 1991 : Tambours dans la nuit de Bertolt Brecht
  - 1991 : Don Juan revient de guerre d’Ödön von Horváth
- 1991 : Ajax de Sophocle, Dijon, Strasbourg, Théâtre de Gennevilliers, Festival d'automne à Paris
- 1992 : La Cerisaie d'Anton Tchekhov, Orléans, Théâtre de Gennevilliers, Festival d'automne à Paris, tournées en France et à Moscou
- 1993 : Docteur Faustus d'après Thomas Mann, Centre dramatique national d'Orléans
- 1993 : Le Conte d'hiver de William Shakespeare, Centre dramatique national d'Orléans
- 1994 : Amphitryon d'Heinrich von Kleist, Centre dramatique national d'Orléans, Festival d'Avignon, Théâtre de l'Athénée-Louis-Jouvet
- 1994 : Paradis verrouillé d'après Sur le théâtre de marionnettes et Fragments de Penthésilée d'Heinrich von Kleist, Centre dramatique national d'Orléans, Théâtre de l'Athénée-Louis-Jouvet
- 1995 : Franziska de Frank Wedekind, Centre dramatique national d'Orléans
- 1996 : Peer Gynt d'Henrik Ibsen, Centre dramatique national d'Orléans, Festival d'automne à Paris Théâtre de Gennevilliers[6]
- 1997 : Measure for measure de William Shakespeare, Festival international d'Édimbourg
- 1997 : Dans la jungle des villes de Bertolt Brecht, Centre dramatique national d'Orléans, Théâtre national de la Colline, Théâtre de l'Athénée-Louis-Jouvet
- 1999 : Le Marchand de Venise de William Shakespeare, Théâtre des Bouffes du Nord
- 1999 : Il mercante di Venezia de William Shakespeare, Piccolo Teatro
- 1999 : Woyzeck de Georg Büchner, Bayerisches Staatsschauspiel Munich

### Théâtre national de Strasbourg
- 2000 : Woyzeck de Georg Büchner
- 2001 : Prométhée enchaîné d'Eschyle
- 2001 : L'Exaltation du labyrinthe d'Olivier Py
- 2001 : La Mouette d'Anton Tchekhov
- 2002 : La Famille Schroffenstein d'Heinrich von Kleist
- 2003 : Les Revenants d'Henrik Ibsen, en allemand, Gespenster
- 2003 : Le Misanthrope de Molière
- 2005 : Brand d'Henrik Ibsen
- 2006 : Vêtir ceux qui sont nus de Luigi Pirandello
- 2006 : L'enfant rêve d'Hanokh Levin
- 2007 : Les Trois Sœurs d'Anton Tchekhov
- 2008 : Tartuffe de Molière

### Théâtre national de la Colline
- 2009 : Rosmersholm d'Henrik Ibsen[7]
- 2009 : Une maison de poupée d'Henrik Ibsen[8]
- 2010 : Lulu de Frank Wedekind[9]
- 2011 : Je disparais d'Arne Lygre[10]
- 2011 : Tage unter (Jours souterrains) d'Arne Lygre, en allemand, Festspiele Berlin, 2012 : Théâtre national de la Colline[11]
- 2012 : Six personnages en quête d'auteur de Luigi Pirandello, création en juillet 2012 au Festival d'Avignon
- 2014: Le Canard sauvage d'Henrik Ibsen
- 2014: Oh les beaux jours de Samuel Beckett
- 2014: Rien de moi d'Arne Lygre
- 2015: Les Géants de la Montagne de Luigi Pirandello

### Comédie-Française
- 2016 : Britannicus de Jean Racine

### Théâtre de l'Odéon
- 2017 : Soudain l'été dernier de Tennessee Williams
- 2018 : Macbeth de William Shakespeare
- 2018 : L'École des femmes de Molière
- 2019 : Nous pour un moment d'Arne Lygre
- 2020 : Oncle Vania d'Anton Tchekhov
- 2021 : Comme tu me veux de Luigi Pirandello
- 2022 : Jour de joie d'Arne Lygre
- 2023 : Andromaque de Racine
- 2024 : La Mouette d'Anton Tchekov

## Opéra
- 1992 : Le Chevalier imaginaire de Philippe Fénelon, Théâtre du Châtelet
- 1993 : Le Château de Barbe-Bleue de Béla Bartók
- 1995 : Fidelio de Beethoven, Staatsoper de Berlin, Théâtre du Châtelet, Jérusalem, Fenice Venise
- 1996 : Jenufa de Leoš Janáček, Théâtre du Châtelet en 2003
- 1995 : La Rosa de Ariadna de Gualtiero Dazzi, Festival Musica Strasbourg, Orléans, Lille, Berlin, Anvers
- 1999 : Rigoletto de Giuseppe Verdi, Opéra de la Monnaie de Bruxelles, Opéra de Lausanne en mars 2000, Venise en 2001
- 1999 : La Flûte enchantée de Mozart, Festival d’Aix-en-Provence, Lausanne, Padoue, Venise, Bobigny et Rouen saison 1999-2000, Opéra de Lyon et Festival d’Aix-en-Provence en 2001, Opéra de Lyon en 2004
- 2000 : L'Affaire Makropoulos de Leoš Janáček, Festival d’Aix-en-Provence, Opéra de la Monnaie de Bruxelles
- 2002 : Elektra de Richard Strauss, Opéra du Rhin, Opéra de la Monnaie de Bruxelles, opéra de Rouen en mars 2005
- 2003 : Wozzeck d'Alban Berg, Festival d’Aix-en-Provence, Opéra de Lyon en octobre 2003, Agora de Lisbonne en janvier 2007, Wiener Festwochen, Theater an der Wien, Vienne, 2010
- 2006 : Le Ring de Richard Wagner, Festival d’Aix-en-Provence de 2006 à 2009
  - 2006 : L'Or du Rhin
  - 2007 : La Walkyrie
  - 2008 : Siegfried
  - 2009 : Le Crépuscule des dieux
- 2008 : Don Carlos de Giuseppe Verdi, La Scala
- 2007 : Jenufa de Leoš Janáček, Scala de Milan
- 2010 : Pelléas et Mélisande de Claude Debussy, Théâtre national de l'Opéra-Comique
- 2011 : Idoménée, roi de Crète de Mozart, Théâtre des Champs-Élysées
- 2012 : Der Ferne Klang de Franz Schreker, Opéra du Rhin
- 2013 : Don Giovanni de Mozart, Théâtre des Champs-Élysées
- 2015 : Norma de Vincenzo Bellini, Théâtre des Champs-Élysées

## Auteur
- 2007 : Petites portes, grands paysages, Actes Sud

## Distinctions
- Prix du syndicat de la critique 1991 : Prix de la révélation théâtrale de l'année pour Les Hommes de neige
- Prix du syndicat de la critique 2005 : Prix Georges-Lerminier pour Brand
- Prix du syndicat de la critique 2009 : Prix Georges-Lerminier pour Tartuffe
- Prix du syndicat de la critique 2014 : meilleur créateur d'élément scénique pour Le Canard sauvage
- Prix du syndicat de la critique 2020 : meilleur créateur d'élément scénique pour Nous pour un moment[12]